# Gerhard Stabenow
Gerhard Stabenow (geboren 26. Januar 1906 in Halle an der Saale; gestorben 26. Juli 1989 in Köln) war ein deutscher Journalist.

## Leben
Gerhard Stabenow war ein Sohn des Postinspektors Ernst Stabenow und der Margarete Selzer und wuchs in Halle auf. Er besuchte das Reformrealgymnasium und studierte an der Universität Halle anfangs moderne Fremdsprachen und wechselte dann zu den Rechts- und Staatswissenschaften. Er wurde 1932 mit einer Dissertation über Ostreparationen bei Max Fleischmann an dessen Institut für Zeitungswesen promoviert. Er wurde 1941 ein zweites Mal mit der Dissertation Die Olympiaberichterstattung in der deutschen Presse  bei Hans Amandus Münster an der Universität Leipzig promoviert. Stabenow wurde für ein Jahr Hilfsschriftleiter bei der Torgauer Zeitung und ging dann als Redakteur für Sport und  Wirtschaft zur Saale-Zeitung in Halle, bei der er zum Chef vom Dienst avancierte. Daneben schrieb er als ständiger Mitarbeiter auch für die NSDAP-Zeitungen Völkischer Beobachter, Rote Erde, Der Angriff und die gleichgeschalteten Zeitungen Hamburger Anzeiger, Leipziger Neueste Nachrichten, Magdeburgische Zeitung und das Sport-Telegramm. Stabenow heiratete 1935, er hat zwei Kinder. Er wurde 1937 Mitglied der NSDAP und 1938 Mitglied der SS.
Im Zweiten Weltkrieg wurde er zunächst Mitarbeiter der Volksdeutschen Mittelstelle und wurde im sowjetisch annektierten Ostpolen in Przemyśl bei der Umsiedlung von „Volksdeutschen“ eingesetzt. 1940 wurde er Mitarbeiter des Sicherheitsdienstes des Reichsführers SS (SD) im besetzten Warschau und war dort SD-Abteilungsleiter im Referat Wirtschaft im Range eines SS-Untersturmführers unter Obersturmbannführer Ernst Kah. Unter den deutschen Besatzern hatte Stabenow einen besonderen Status, da er einen persönlichen direkten Draht zu Reinhard Heydrich hatte. Stabenows Erinnerungen zufolge habe der Cellist Emanuel Feuermann im Winter 1941/42 im Ghetto ein Konzert gegeben, zu dem Adam Czerniaków ihn einlud. Stabenow ging wöchentlich mehrmals dienstlich ins Warschauer Ghetto, um seine V-Leute vor Ort zu führen. Er war so 1943 auch in die Hotel-Polski-Pass-Aktion involviert, bei der wohlhabenden Juden vorgegaukelt wurde, sie könnten unter den Augen des SD aus dem von Deutschland besetzten Europa ausreisen. Im Juni 1943, also nach der Niederschlagung des Aufstandes im Warschauer Ghetto, wurde Stabenow ins besetzte Metz versetzt und kam drei Monate später zum SD nach Dortmund. Ab Oktober 1944 war er im Auftrag der SS Adjutant des Führers der Russischen Befreiungsarmee General Andrei Wlassow.
Nach Ende des Krieges kam Stabenow als SD-Angehöriger in den Automatic arrest und war im britischen Internierungslager Neuengamme inhaftiert. Im Mai 1946 machte er bei den Ermittlungen zum Nürnberger Prozess eine Aussage über die wirtschaftliche Organisation der deutschen Besatzungsherrschaft in Polen. Nachdem ein Gericht der Britischen Zone im Juli 1948 trotz der Bestimmungen des Londoner Statuts Stabenows Auslieferung in die Volksrepublik Polen abgelehnt hatte, wurde er anschließend vom Spruchgericht Bergedorf zu drei Jahren Haft verurteilt, die aber durch die Internierungsdauer abgegolten waren.
Stabenow arbeitete 1950/51 für die CDU-nahe Hamburger Allgemeine Zeitung, dann bis 1957 für den Weser Kurier und danach für den Deutschlandfunk. 1961/63 veröffentlichte er einige größere Sportartikel in der Wochenzeitung Die Zeit.
Stabenow behauptete 1968 in einer Zeugenaussage bei den Ermittlungen gegen Ludwig Hahn, dass er sich im Juli 1942 vom Nationalsozialismus innerlich getrennt habe, dagegen spricht ein Tagebucheintrag von Wilm Hosenfeld vom 26. September 1942 in Warschau, in dem Stabenow und seine Freundin mit judenfeindlichen Äußerungen (Ungeziefer) zitiert werden und Stabenows Wissen um den planmäßigen Massenmord an den Juden erwähnt wird. Bei einer weiteren Zeugenaussage im Jahr 1972 behauptete Stabenow, dass er den Leichtathleten Józef Noji aus dem Pawiak-Gefängnis befreit habe, ebenso habe er den Fechter Roman Kantor wie überhaupt die ganze ehemalige polnische Fechtmannschaft vor der Verfolgung durch die Deutschen beschützt.

### Sportler
Stabenow wurde als Leichtathlet Mitglied des VfL Halle 1896, und er versuchte sich im Modernen Fünfkampf für die Olympischen Sommerspiele 1932 zu qualifizieren. Von 1928 bis 1934 war er Mitglied in der Ersten Halleschen Fechtermannschaft und war seither mit Reinhard Heydrich befreundet. Stabenow war mehrfach Mitglied der deutschen Fechter-Hochschulmannschaft und war 1938 deutscher Hochschulmeister im Säbelfechten. Als SS-Mitglied wurde er 1939 SS-Sportreferent im SS-Abschnitt Halle, er hatte den Rang eines SS-Unterscharführers. Auch nach dem Krieg war er noch aktiv und wurde 1953 deutscher Meister im Degenmannschaftsfechten. Von 1964 bis 1966 war er Präsident des Deutschen Verbandes für Modernen Fünfkampf.

## Schriften (Auswahl)

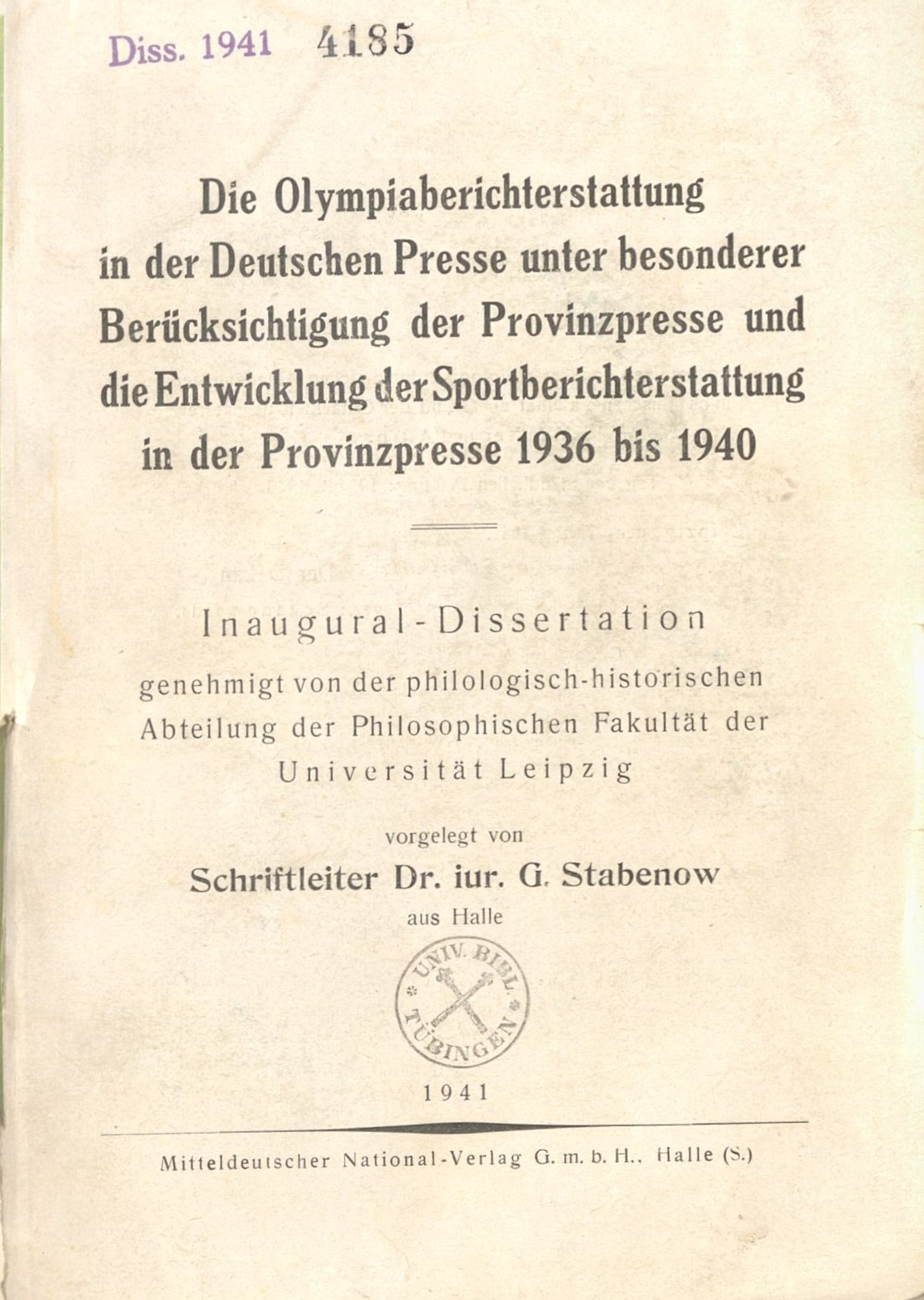
Dissertation 1941

- Ostreparationen. Halle : Hendel, 1934 Halle-Wittenberg, Univ., Diss., 1934
- Der Führer hat uns gerufen : Deutsche aus Galizien, Wolhynien, Polesien und aus dem Narewgebiet kehren heim ins Reich. Hrsg. Volksdt. Mittelstelle-Berlin, Dt. Kommando f. d. Umsiedlg d. Deutschen aus Galizien, Wolhynien u. Bialystok. Berlin : Luck, 1940
- Die Olympiaberichterstattung in der deutschen Presse unter besonderer Berücksichtigung der Provinzpresse und die Entwicklung der Sportberichterstattung in der Provinzpresse 1936 bis 1940. Halle : Mitteldeutscher National-Verlag, 1941 Leipzig, Univ., Diss., 1940
- Der Sport und die Tagespresse: der Versuch einer wissenschaftlichen Analyse mit Folgerungen für die Praxis. 1960
- Karl Feige; Erwin Hahn; Hermann Rieder; Gerhard Stabenow (Redaktion): Bericht über den III. Europäischen Kongreß für Sportpsychologie vom 26.–29. Feb. 1972 in Köln. Schorndorf: Hofmann, 1973
- Leben und Tod in Ghettograd. Buchmanuskript 1959, unveröffentlicht